# Albert von Gladis
Ernst Ewald Albert Julius von Gladis (* 4. Mai 1806 in Brieg, Landkreis Brieg, Provinz Schlesien; † 5. November 1888 ebenda) war ein deutscher Richter und Politiker.

## Leben
Von Gladis, der katholischer Konfession war, studierte Rechtswissenschaften und war von 1835 bis 1836 Oberlandesgerichtsassessor. Zwischen 1836 und 1841 war er Land- und Stadtrichter, zunächst in Landeck und Wilhelmsthal, seit 1839 in Münsterberg und von 1839 bis 1841 auch 2. Kreisjustizrat in Münsterberg. Von 1841 bis 1851 war er Land- und Stadtgerichtsdirektor und Kreisjustizrat in Wohlau und von 1851 bis 1868 Kreisgerichtsdirektor, zunächst in Wohlau, seit 1858 in Brieg (ab 1855 mit dem Titel eines Geheimen Justizrats) und nach 1868 Landgerichtspräsident am Landgericht Brieg.
Vom 13. November 1848 (für Wilhelm Oelsner) bis zum 19. Mai 1849 vertrat er den Wahlkreis 14. Provinz Schlesien (Trebnitz) in der Frankfurter Nationalversammlung. Im Parlament blieb er fraktionslos und stimmte mit der Linken. Er gehörte zu den Abgeordneten, die Friedrich Wilhelm IV. zum Kaiser der Deutschen wählten.